# Bitwa nad Strawą

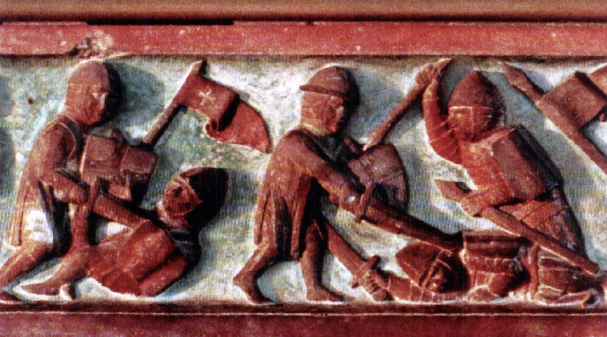
Walki rycerzy zakonu krzyżackiego z Litwinami, relief z zamku w Malborku

Bitwa nad Strawą (Strewą) – bitwa pomiędzy Wielkim Księstwem Litewskim a zakonem krzyżackim, która miała miejsce 2 lutego 1348 roku nad rzeką Strawą na Litwie. Bitwa okazała się klęską wojsk litewskich.
Była to jedna z bitew krucjat północnych. Po pokonaniu Prusów i Jaćwingów (w 1283) zakon krzyżacki wszedł w konflikt z rosnącym w siłę Wielkim Księstwem Litewskim. W pierwszej połowie XIV wieku trwała między nimi zacięta rywalizacja. Zakon krzyżacki rościł sobie prawa do podboju "pogańskich" ziem pod pozorem nawracania, natomiast Litwini uważali ziemie jaćwieskie i pruskie aż do rzeki Łyny (lub nawet Osy, granicy Prus z ziemią chełmińską) za dziedzictwo przynależne domowi Giedymina. Obie strony prowadziły regularne wypady zbrojne (rejzy) w głąb swoich terytoriów, przy czym żadna ze stron nie uzyskiwała trwałej przewagi. 
Zimą 1348 roku oddziały krzyżackie i sojusznicze w liczbie około 4000 zbrojnych pod dowództwem wielkiego komtura Winrycha von Kniprode (późniejszego wielkiego mistrza) wkroczyły na teren Litwy właściwej. Po przekroczeniu Niemna napotkały idące im naprzeciw wojska litewskie w liczbie około 9000 ludzi. Do starcia doszło nad rzeką Strawą, dopływem Niemna, w pobliżu dzisiejszych Żyżmorów, mniej więcej w połowie drogi między Kownem a Trokami.
Wojskami litewskimi dowodził najprawdopodobniej Narymunt Gleb, najstarszy syn Giedymina lub młodszy Kiejstut. W bitwie uczestniczyli również Olgierd i Monwid, dwaj inni Giedyminowicze. Pomimo przewagi liczebnej, zaangażowania nad Strawą wszystkich swoich sił oraz posiłków z ziem ruskich, Litwini ponieśli klęskę i zostali rozgromieni przez oddziały Winrycha von Kniprode.
Straty strony litewskiej wyniosły 6000 zabitych, czyli 2/3 całego stanu wojska. Śmierć w bitwie ponieśli min. książęta Narymunt i Monwid. Natomiast wojska krzyżackie straciły tylko 60 ludzi, w tym 8 rycerzy zakonnych.
Olgierd i Kiejstut zdołali ujść z pola. Po tej porażce Kiejstut w 1348/1349 zwrócił się do króla polskiego Kazimierza z prośbą o pośrednictwo i poparcie u papieża w sprawie przyjęcia chrztu przez Litwę, do czego jednak nie doszło.
Natomiast dla państwa krzyżackiego zwycięstwo nad Strawą oznaczało początek względnego spokoju i rozwoju gospodarczego w Prusach. Zaczęto akcję osiedleńczą w pustoszonych wcześniej regionach i powstawanie nowych miast (np. Olsztyna). Krótko po bitwie jej zwycięski wódz Winrych von Kniprode został wybrany wielkim mistrzem.
Historycy uważają, że bitwa nad Strawą miała charakter przełomowy. Henryk Łowmiański podnosi, że od tego czasu Litwa nie mogła Krzyżakom stawić czoła o własnych siłach w polu. W latach 1300–1315 Krzyżacy byli skutecznie odpierani przez wojska litewskie pod wodzą Witenesa, a później przez Giedymina. Potem jednakże siła litewskiego oporu osłabła i Litwini nie byli w stanie odpowiadać na wciąż organizowane rejzy krzyżackie. Nieudaną próbą odwrócenia skutków klęski nad Strawą był najazd Litwinów na Prusy w 1370 roku i bitwa pod Rudawą, która również okazała się klęską. Przełom nastąpił dopiero po zawarciu unii z Polską.